# Anaspidomorphi
Los anaspidomorfos (Anaspidomorphi, del griego ἀ, "sin" y ἀσπίς, "escudo" y μορφή. "forma") son una superclase extinta de peces sin mandíbulas que vivieron en el Silúrico hasta el Devónico. Se cree que se originaron en hábitats marinos costeños y que gradualmente se incorporaron en el agua dulce. Se caracterizaban por la carencia de un escudo cefálico y aletas pares, también poseían escamas débilmente mineralizadas y varias aperturas branquiales. Algunos como Jamoytius y Euphanerops estaban completamente desnudos de dicho escudo presentando un cuerpo blando.
También se diferenciaban de otros ostracodermos por presentar colas y aletas hipocercales o heterocercales pronunciadas y bocas terminales, rara vez las especies superaban los 15 cm y algunos como los anáspidos estaba cubierto de escamas tuberculadas superpuestas. Presentaban un desarrollo de proyecciones laterales flexibles, similares a aletas con músculos y esqueleto interno, sus fósiles se distribuyen en los continentes de Europa y América aunque algunos fósiles como los anáspidos están restringidos en una distribución estratigráfica.

## Taxonomía
Según la taxonomía más reciente basada en los trabajos de Mikko's Phylogeny Archive, Nelson, Grande y Wilson 2016, y van der  Laan 2018, la sistemática de Anaspidomorphi se vería así:
- Superclase Anaspidomorphi† 
  - Orden Euphanerida† Traquair, 1890
    - Familia Euphaneropidae† Woodward, 1990

  - Orden Jamoytiiformes† Halstead-Tarlo, 1967
    - Familia Achanarellidae† Newman, 2002
    - Familia Jamoytiidae† White, 1946

  - Clase Anaspida† Janvier, 1996 no Williston, 1917
    - Orden Endeiolepidiformes† Berg, 1940
      - Familia Endeiolepididae† Stensiö, 1939

    - Orden Birkeniiformes† Stensiö, 1964
      - Familia Pharyngolepididae† Kiaer, 1924
      - Familia Pterygolepididae† Obruchev, 1964
      - Familia Rhyncholepididae† Kiaer, 1924
      - Familia Tahulalepididae† Blom, Märss & Miller, 2002
      - Familia Lasaniidae† Goodrich, 1909
      - Familia Ramsaasalepididae† Blom, Märss & Miller, 2003
      - Familia Birkeniidae† Tranquair, 1899
      - Familia Septentrioniidae† Blom, Märss & Miller, 2002